# Critón de Heraclea
Critón de Heraclea (en griego: Κρίτων, en latín: Titus Statilius Crito, T. Statilius Crito) fue un griego del siglo II médico jefe y procurador del emperador romano Trajano (98-117) en la campaña de Dacia.

## Biografía
Escribió un trabajo sobre Cosméticos en cuatro libros, que fue muy popular en la época de Galeno y que contenía casi todo lo se había escrito sobre la materia por Heráclides de Taranto, Cleopatra, y otros. El contenido de cada capítulo de los cuatro libros fue preservado por Galeno, quien hacia frecuentes referencias a ellos en sus trabajos. También escribió un trabajo sobre Medicinas sencillas del cual su cuarto libro es referenciado por Galeno; y también por Aecio y Pablo de Egina, y puede que fuese quizás la persona para la que iba dirigida una de las cartas de Apolonio de Tiana.
Critón también realizó un trabajo histórico, Getica, sobre la historia de los Dacios-Getas.

## Obra
- Cosmetics, un tratado médico
- Simple Medicines
- Getica, un trabajo sobre la historia de los antiguos Getas